# María de Villota
María de Villota Comba (13 ianuarie 1980 – 11 octombrie 2013) a fost un pilot de curse spaniol. Ea este fiica fostului pilot de Formula 1, Emilio de Villota, și sora lui Emilio de Villota, Jr., care la fel ca ea a concurat în Formula Palmer Audi. Înainte de moartea sa, Maria de Villota se recupera în urma unor traume grave craniene și faciale, obținute în timpul unui accident de testare în linie dreaptă, ca pilot de teste al echipei de Formula 1, Marussia.

## Carieră
- 2001 : Campionatul Spaniei de F3 (20)
- 2002 : Campionatul Spaniei de F3 (10)
- 2003 : Campionatul Spaniei de F3 (13)
- 2004 : Campionatul Spaniei de F3 (12)
- 2005 : Cupa Spaniei de F3 (11)
- 2006/2008 : WTCC (Nu s-a clasat)
- 2008 : Euroseries 3000 (23)
- 2009 : Superleague Formula (15) ; Formula Palmer Audi (22)
- 2010 : Superleague Formula (17)
- 2011 : Superleague Formula (15)

## Lucrări notabile publicate
- La vida es un regalo ("Viața e un cadou", 2013)[1] ISBN 9788415880394